# În nord, spre Alaska!

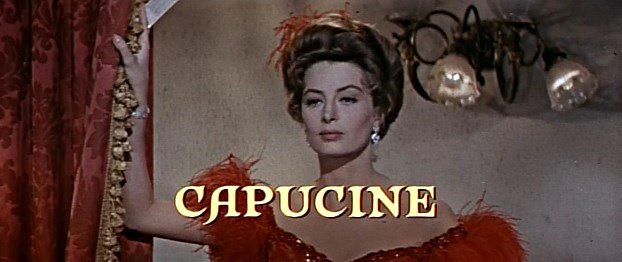
Capucine într-o scenă din film (generic)

În nord, spre Alaska! (titlul original: în engleză North to Alaska) este un film western de comedie american, realizat în 1960 de regizorul Henry Hathaway, după piesa Birthday Gift a scriitorului Ladislas Fodor cu acțiunea plasată în perioada Goanei după aur din Nome, Alaska, protagoniști fiind actorii John Wayne, Stewart Granger, Ernie Kovacs și Capucine. 
Filmul a prezentat cântecul lui Johnny Horton „North to Alaska”, cântat în timpul genericului de deschidere, creând o introducere în poveste.

## Rezumat
Alaska la începutul anilor 1900. Doi căutători de aur asociați, Sam McCord și George Pratt, găsesc un filon pe care îl revendică. George îl trimite pe Sam la Seattle, cu misiunea de a-i aduce logodnica înapoi. Sam descoperind că aceasta, obosită de trei ani de așteptare, s-a căsătorit, iar ca să nu se întoarcă cu mâna goală, Sam reușește să-i găsească altă fată. Noua aleasă va fi frumoasa Michelle, supranumită „Angel”, o cântăreață de salon. Lucrurile însă se complică atunci când tânăra se îndrăgostește de Sam iar fratele lui George, Billy, este și el interesat de ea. În plus, un alt căutător de aur, Frankie Canon, încearcă să fure concesiunea lui Pratt și McCord...

## Distribuție
- John Wayne – Sam McCord
- Stewart Granger – George Pratt
- Ernie Kovacs – Frankie Canon
- Fabian – Billy Pratt, fratele lui George
- Capucine – Michelle „Angel” Bonet
- Mickey Shaughnessy – Peter Boggs
- Karl Swenson – Lars Nordquist
- Kathleen Freeman – Lena Nordquist
- John Qualen – Logger
- Stanley Adams – Breezy
- Stephen Courtleigh – Duggan
- Lilyan Chauvin – Jenny Lamont
- Douglas Dick – locotenentul
- Joe Sawyer – comisarul funciar

## Melodii din film (selecție)
- If You Knew interpretată de Fabian, muzica de Russell Faith, textul de Robert P. Marcucci și Peter De Angelis
- North to Alaska interpretată de Johnny Horton, compusă de Mike Phillips
- Beautiful Dreamer (nemenționat), muzica de Stephen Foster
- Bringing in the Sheaves (nemenționat), muzica de George A. Minor
- When the Saints Go Marching In (nemenționat), muzica de James Milton Black
- Sweet Genevieve (nemenționat), muzica de Henry Tucker
- Ach, du lieber Augustin (nemenționat), muzica de Marx Augustin
- Camptown Races (nemenționat), compus de Stephen Foster
- Cindy (nemenționat), cântec american traditional

## Aprecieri
„ Intriga, care are mai mult umor în ideea scenariului dacât pe ecran, se petrece într-o lume convențională, dar bătăile de saloon o împing spre burlesc. ”—T. Caranfil , Dicționar universal de filme 